# Doom Patrol (grupa superbohaterów)

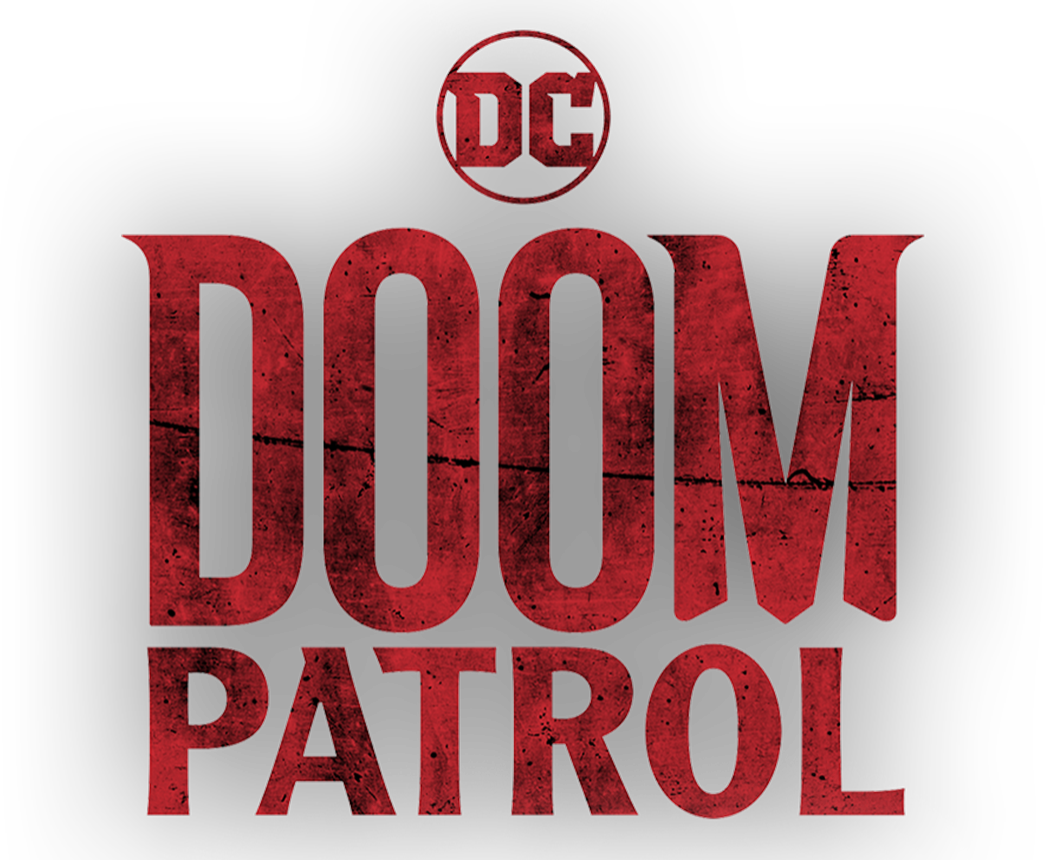
Logo drużyny występujące w serialu z 2019.

Doom Patrol – drużyna superbohaterów, występująca w komiksach DC Comics. Po raz pierwszy zespół pojawił się w zeszycie My Greatest Adventure #80 z czerwca 1963 i został stworzony przez Arnolda Drake’a, Boba Haneya oraz włoskiego ilustratora Bruno Premianiego. Od tamtego czasu Doom Patrol pojawił się w wielu wersjach w różnych komiksach. Był też adaptowany przez inne media. W 2019 pojawił się serial traktujący o tej drużynie. Chociaż zespół nigdy nie należał do najpopularniejszych grup superbohaterów od lat regularnie tworzone są kolejne historie na jego temat.

W swojej pierwotnej wersji, Doom Patrol miał stanowić drużynę, dla której nadzwyczajne umiejętności są raczej ciężarem niż darem. Zespół miał nosić nazwę World’s Strangest Heroes (nadana przez Murraya Boltinoffa). Składał się z czterech postaci: przywódcy nazywanego The Chief (Niles Caulder), Robotmana (Cliff Steele), Elasti-Girl (Rita Farr) i Negative Mana (Larry Trainor). Zespół występował w zeszytach z serii My Greatest Adventure, jednak nazwa drużyny prędko została zmieniona na Doom Patrol. Nastąpiło to w numerze 86 z marca 1964. Pierwotna seria ukazywała się aż do 1968. Wtedy Drake doprowadził do śmierci swojego zespołu w numerze Doom Patrol #121 (wrzesień–październik 1968). Od tamtego czasu pojawiło się sześć serii, w którym pojawiał się Doom Patrol. Jedynie Robotman wystąpił we wszystkich z nich.

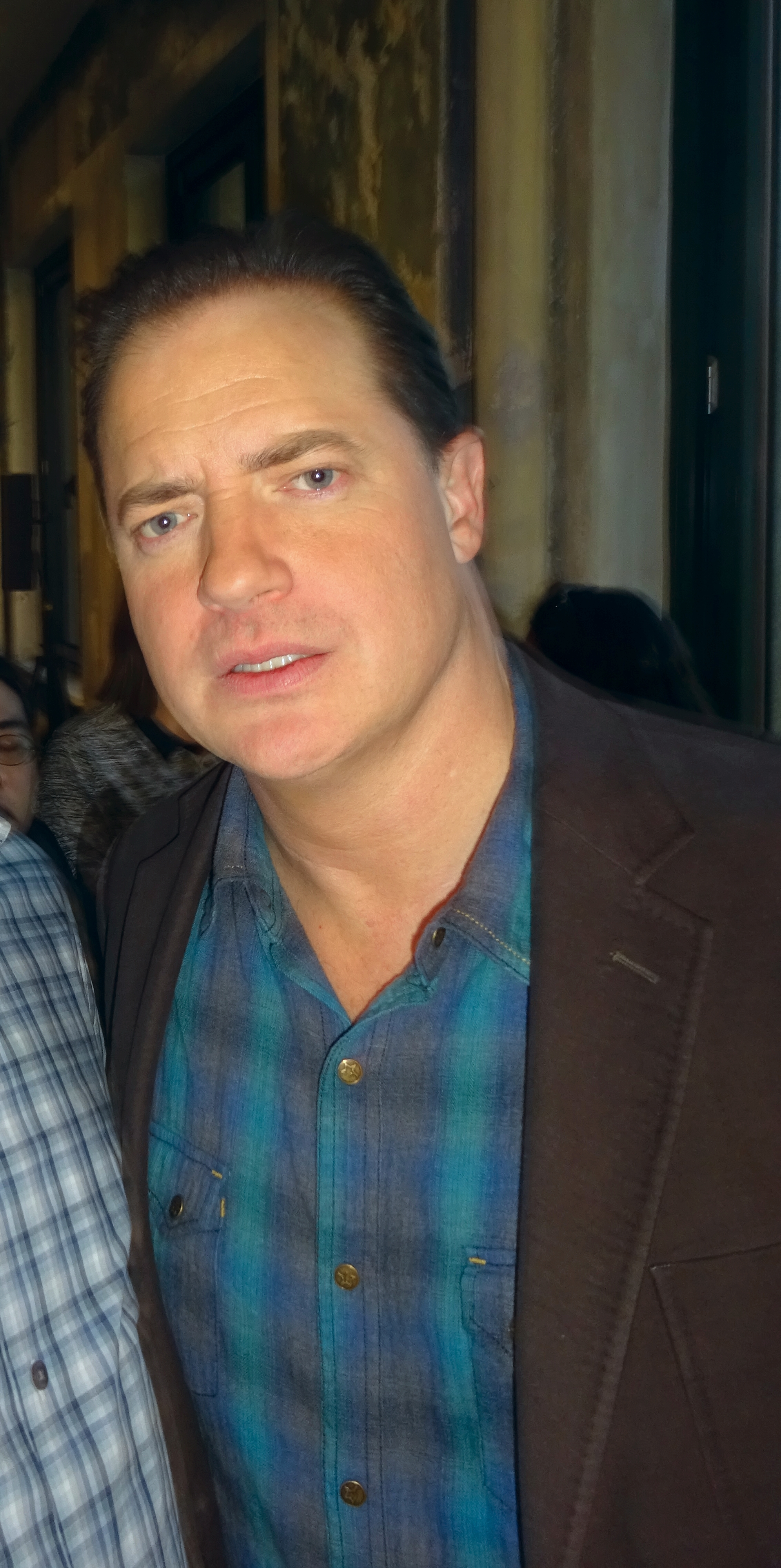
Brendan Fraser, odtwórca roli Robotmana w serialu Doom Patrol z 2019.

## Tangent Comics
W 1997 DC wydało serię książek Tangent Comics, w których historia powstała w świecie, który zmienił swój bieg po kryzysie kubańskim. Seria zawierała postacie nazwane tak samo, jak inni bohaterowie wydawnictwa, ale poza tym z nimi nie związanych. Wewnątrz znalazł się także tekst związany z Doom Patrolem. Składał się on z czterech bohaterów: Doomsday, Star Sapphire, Firehawk i Rampage.